# Черепова, Анна Васильевна
Анна Васильевна Черепова (19 декабря 1921, Константиновская, Кубанская область — 26 марта 1990, Курганинск, Краснодарский край) — бригадир колхоза «Кавказ» Курганинского района Краснодарского края, Герой Социалистического Труда (1971).

## Биография
Родилась 19 декабря 1921 года в станице Константиновская (ныне — Курганинского района Краснодарского края).
Работала в колхозе.
В 1956 году окончила Краснодарскую сельскохозяйственную школу руководящих кадров, вернулась в колхоз «Кавказ», где возглавила сначала полеводческую, а затем пятую комплексную бригаду, где впервые в сельском хозяйстве СССР был внедрен бригадный подряд. В 1965 году бригада под её руководством начала получать стабильно высокие урожаи колосовых (кукурузы, подсолнечника, сахарной свеклы и других культур) — по 50-55 центнеров с гектара.
Указом Президиума Верховного Совета СССР от 8 апреля 1971 года за выдающиеся успехи, достигнутые в развитии сельскохозяйственного производства и выполнении пятилетнего плана продажи государству продуктов земледелия, Череповой Анне Васильевне присвоено звание Героя Социалистического Труда с вручением ордена Ленина и золотой медали «Серп и Молот».
Делегат XXIII съезда КПСС (1966), XIV съезда профсоюзов СССР (1968), III Всесоюзного съезда колхозников, XIX Всесоюзной партийной конференции (1988). Избиралась членом Краснодарского крайкома и Курганинского райкома КПСС, Всероссийского совета колхозов.
Трудилась в колхозе до выхода на пенсию. Умерла 26 марта 1990 года в Курганинске.

## Сочинения
Написала несколько публицистических заметок:
- Упорный труд – путь к победе // Добился успеха – помоги товарищу. - с. 17-19.
- Быть хозяином земли // Кубанская новь. – 1967. – 22 июня. – с. 3.
- Быть хозяином земли // Кубанская новь. – 1970. – 12 сентября. – с. 2.
- Весна новой пятилетки // Крестьянка. – 1971. - № 2. – с. 8.
- Культура поля – аттестат хлебороба // Кубанская новь. – 1968. – 30 мая.
- Задумано – сделано // Советская Кубань. – 1963. – 12 сентября.
- Больше и дешевле // Ленинское знамя. – 1963. – 1 июня. – с. 2.

## Награды
- Герой Социалистического Труда (1971)
- Орден Ленина (1971)
- Орден Ленина
- Орден Октябрьской Революции
- Орден Трудового Красного Знамени
- Государственная премия СССР (1976) — за выдающиеся достижения в получении высоких и устойчивых урожаев зерновых, масличных и картофеля на основе повышения культуры земледелия, эффективного использования достижений науки, техники и прогрессивных форм организации труда
- Заслуженный агроном РСФСР (1968)
- медали
- Почетный гражданин города Курганинска (07.09.1998, посмертно).